# Hyperaxis
Hyperaxis is een geslacht van kevers uit de familie bladkevers (Chrysomelidae).
De wetenschappelijke naam van het geslacht werd in 1874 gepubliceerd door Gemminger & Harold.

## Soorten
- Hyperaxis brancuccii Medvedev, 1993
- Hyperaxis maculatus Kimoto & Gressitt, 1982
- Hyperaxis tanongchiti Kimoto & Gressitt, 1982